# Prislop (okręg Marmarosz)
Prislopⓘ – wieś w Rumunii, w okręgu Marmarosz, w gminie Boiu Mare. W 2011 roku liczyła 428 mieszkańców.